# Lloyds Bank
Lloyds Bank plc (LSE: LLOY, fra 1999 e 2013 chiamata Lloyds TSB Group plc) è un gruppo bancario e assicurativo del Regno Unito. La sede centrale del gruppo è in Gresham Street 25, Londra.
Lloyds Bank è attualmente il quinto gruppo bancario del Regno Unito, operante in Inghilterra e Galles come Lloyds Bank e in Scozia come Lloyds Bank Scotland. Altre filiali del gruppo sono la banca Cheltenham and Gloucester (mutui), la compagnia Scottish Widows (assicurazione vita) e  Blackhorse (finanza per la casa).

## Storia

### Le origini come banca privata

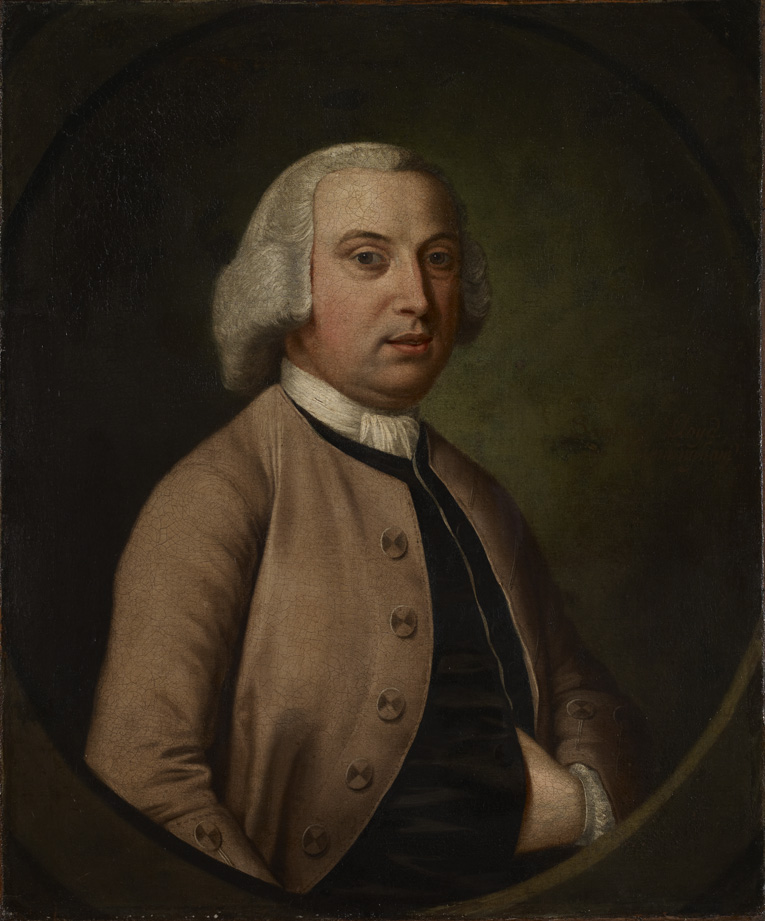
Sampson Lloyd II (1699 - 1779)

Le origini della Lloyds Bank risalgono al 1765, quando il fabbricante di bottoni John Taylor ed il mercante di ferro Sampson Lloyd fondarono una banca privata  nel  Dale End di Birmingham. La prima filiale fu aperta ad Oldbury nel 1864.
La società con la famiglia Taylor finì nel 1852, e nel 1865 la ditta Lloyds & Co. si trasformò nella società per azioni Lloyds Banking Company Ltd.
Due figli dei soci iniziali seguirono le orme dei genitori, entrando a far parte della affermata banca privata Barnett, Hoares & Co., che più tardi divenne Barnetts, Hoares, Hanbury and Lloyd) con sede in Lombard Street. Infine, questa banca fu incorporata nella Lloyds Banking Company, che divenne Lloyds, Barnetts and Bosanquets Bank Ltd. nel 1884 e, infine Lloyds Bank Limited 1889.
L'insegna usata da Taylors e Lloyds era un arnia, a simboleggiare l'industriosità. L'insegna del cavallo nero risale al 1677, quando Humphrey Stokes la adottò per il suo negozio: Stokes era un orefice ed un "keeper of the running cashes" (come si diceva allora in inglese per indicare un banchiere) e la sua attività divenne parte della ditta Barnett, Hoares & Co.. Quando questa banca fu incorporata dalla Lloyds Bank, fu mantenuta l'insegna del cavallo nero.

### LaLloyds Bank Limited
Attraverso una serie di fusioni, la più importante delle quali fu quella della Capital and Counties Bank, la Lloyds si affermò come una delle "Big Four" bancarie inglesi. Entro al 1923 la Lloyds Bank aveva rilevato circa 50 banche, fra cui un banco d'emissione, la Fox, Fowler and Company.
Nel 1972 la Lloyds Bank fu un membro fondatore della Joint Credit Card Company (insieme alla National Westminster Bank, alla Midland Bank e alla National Commercial Bank of Scotland) che lanciò la carta di credito Access (ora MasterCard). Nello stesso anno introdusse il Cashpoint, il primo bancomat ad utilizzare la tessera di plastica con banda magnetica.
Come risposta ai disastrosi prestiti ai paesi sudamericani, negli anni Ottanta l'attività della Banca si focalizzò sull'acquisizione di altri istituti di credito britannici. Nel 1988 la Lloyds Bank fuse alcune sue attività con la Abbey Life Insurance Company, per creare la Lloyds Abbey Life.

### LaLloyds TSB
La Banca si fuse con la ex mutua edificatrice Cheltenham & Gloucester Building Society, poi con la TSB Group nel 1995.
L'acquisizione della Cheltenham & Gloucester diede alla Lloyds Bank un'ampia quota del mercato britannico dei mutui ipotecari.
La fusione con la TSB, dal canto suo, diede vita la più grande banca britannica per quota di mercato, e la seconda dopo la Midland Bank per capitalizzazione di borsa. L'icona del cavallo nero fu conservata, ma modificata per indicare la fusione con la TSB.
Il gruppo acquisì il controllo totale della Lloyds Abbey Life nel 1996. Nel 2007 la compagnia assicuratrice fu ceduta alla Deutsche Bank.
Nel 1999 il gruppo ha preso il controllo della Scottish Widows Fund and Life Assurance Society.
La Scottish Widows era stata trasformata in società di capitali da mutua assicuratrice nel 2000, poco prima del completamento dell'operazione.

### Il ritorno alLloyds Banking Group

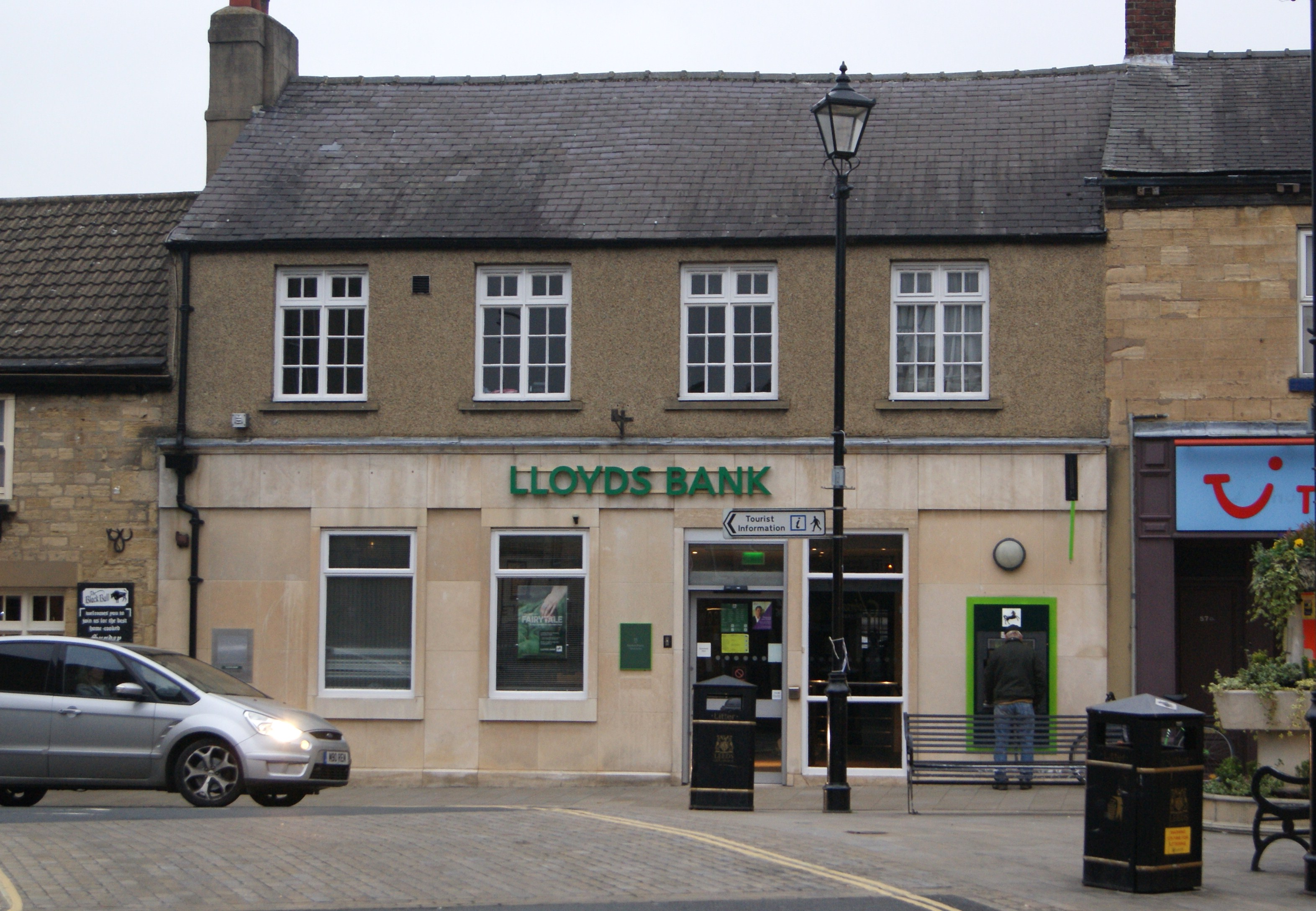
La filiale di Wetherby, nel West Yorkshire

Nel 2008, dopo il salvataggio della Bank of Scotland, il gruppo Lloyds TSB Group è tornato a chiamarsi Lloyds Banking Group.
Nel 2009, in seguito alla crisi del 2008, il Governo britannico ha assunto una partecipazione del 43,4% nel Lloyds Banking Group. La Commissione europea stabilì che il gruppo dovesse cedere una porzione delle proprie attività in quanto l'acquisto della quota era ritenuto un aiuto di stato.
Nel 2013 le filiali scozzesi insieme ad alcune filiali inglesi e gallesi sono state separate per formare la TSB Bank plc., controllata del Lloyds Banking Group. La nuova banca è stata successivamente comprata dal Banco Sabadell.